# عبد العزيز بن عبد الرحمن المنصور
أبو الحسن المنصور بالله عبد العزيز بن عبد الرحمن بن محمد بن أبي عامر (397 هـ - 452 هـ) حاكم طائفة بلنسية في عهد ملوك الطوائف، وابن الحاجب المأمون وحفيد الحاجب المنصور حجاب الدولة الأموية في الأندلس.

## سيرته
ولد عبد العزيز بن عبد الرحمن عام 397 هـ. وحين أجبر أبوه الخليفة هشام المؤيد بالله على إعلانه وليًا لعهده، ولاه أبوه الحجابة وهو غلام لا يتجاوز الثلاثة أعوام، ولقّبه بسيف الدولة. بعد مقتل أبيه عام 399 هـ، فرّوا به إلى سرقسطة حيث أقام في كنف المنذر بن يحيى التجيبي صاحب سرقسطة. وفي عام 411 هـ، اتفق رأي الفتيان العامريين في شرقي الأندلس على أن يجتمعوا على رئيس، فاختاروا عبد العزيز رئيسًا لهم. فغادر عبد العزيز سرقسطة، ووصل إلى شاطبة حيث بايعه الفتيان العامريون أميرًا على طائفة بلنسية التي تخلى له عنها مجاهد العامري. بعد فترة وجيزة، اختلف خيران العامري صاحب ألمرية مع عبد العزيز، وخرج عليه وبايع محمد بن عبد الملك ابن عم عبد العزيز، كما ثار أهل شاطبة، ففر عبد العزيز إلى بلنسية. غير أن خيران سرعان من تنكر لمحمد بن عبد الملك، ففر محمد إلى غرب الأندلس وعاش هناك حتى وفاته.
وفي عام 429 هـ، قُتل زهير العامري خليفة خيران على ألمرية ومرسية، فأوكل أهل ألمرية لأبي بكر الرميمي شيخ الجماعة تسيير أمورها، ثم استدعوا عبد العزيز لحكم المدينة. فدخل عبد العزيز ألمرية في ذي القعدة 429 هـ، وبايعه أهلها. حين بلغت مجاهد العامري صاحب دانية أنباء مبايعة أهل ألمرية لعبد العزيز، أصابه القلق من امتداد ملك عبد العزيز، فهاجم أراضي بلنسية، مما شجع مدن شاطبة ولورقة وشوذر للثورة على عبد العزيز. غادر عبد العزيز ألمرية ليتدارك الأمر، وترك عليها صهره ووزيره أبي الأحوص معن بن صمادح التجيبي حاكمًا من قبله. اشتبكت قوات عبد العزيز مع قوات مجاهد في عدة معارك استعان فيها عبد العزيز بمرتزقة قشتاليين، وانتهت تلك المعارك بانتصار عبد العزيز على مجاهد العامري. استغل أبو الأحوص معن بن صمادح انشغال عبد العزيز بحروبه مع مجاهد، فوطد مكانته في ألمرية، حتى واتته الفرصة عام 433 هـ، وخرج على عبد العزيز واستقل بحكم المدينة.
أما مرسية، فقد كانت تحت حكم أبي بكر بن طاهر الذي أقره عبد العزيز على حكم المدينة. أظهر ابن طاهر ولائه لعبد العزيز، لكنه لم يكن ينفذ من أوامر عبد العزيز إلا ما يتوافق مع مصالحه، وقد حافظ أبو بكر على إرسال فائض دخل المدينة إلى بلنسية، وهو ما قنع به عبد العزيز. حافظ عبد العزيز على علاقات طيبة مع الملوك المسيحيين وخاصة فرناندو الأول ملك ليون وقشتالة، الذي أمده بمرتزقة ساعدوه في حربه مع مجاهد العامري.
توفي عبد العزيز في ذي الحجة 452 هـ، وخلفه ابنه عبد الملك.